# Dom Dwyer
Dominic James Dwyer (Cuckfield, West Sussex, 30 de julho de 1990) é um futebolista profissional estadunidense que atua como atacante.

## Carreira
Dom Dwyer integrou a Seleção Estadunidense de Futebol na Copa Ouro da CONCACAF de 2017.

## Títulos
Seleção Estadunidense
- Copa Ouro da CONCACAF de 2017